# Aethognathus afer
Aethognathus afer är en stekelart som beskrevs av Filippo Silvestri 1915. Aethognathus afer ingår i släktet Aethognathus och familjen sköldlussteklar.
Artens utbredningsområde är:
- Benin.
- Ghana.

Inga underarter finns listade i Catalogue of Life.